# Kayan (Burkina Faso)
Kayan è un dipartimento del Burkina Faso classificato come comune, situato nella provincia di Kénédougou, facente parte della Regione degli Alti Bacini.
Il dipartimento si compone del capoluogo e di altri 16 villaggi: Dionkele, Doro, Fofara, Kara–Massasso, Kouroumani, N'dana, N'dosso, N'gorolani, Niena, Ouere, Seye, Sien, Sokourani, Teoule, Tigan e Zangassoni.